# Генрих II (герцог Лотарингии)
Генрих II Добрый (фр. Henri II le Bon; 8 ноября 1563 — 31 июля 1624) — герцог Лотарингии и герцог де Бар с 14 мая 1608 года. Сын Карла III и Клод Валуа, дочери французского короля Генриха II и Екатерины Медичи.
Генрих Добрый был женат дважды. Первая жена — Екатерина де Бурбон, герцогиня Альбре — сестра короля Генриха IV. Свадьба состоялась 31 января 1599 года. Невесте было уже 40 лет, и в 1604 году Екатерина умерла. Детей в этом браке не было.
Вторая жена — Маргарита Гонзага, дочь мантуанского герцога Винченцо I Гонзага и Элеоноры Медичи. Свадьба — 24 апреля 1606 года в Мантуе.
Дети:
- Николь (3 октября 1608 — 23 февраля 1657), герцогиня Лотарингии по мужу — Карлу IV (развелась в 1635)
- Клод (1612—1648), герцогиня Лотарингии по мужу — Никола II Франсуа.

Поскольку у Генриха Доброго не было сыновей, в 1625 году власть в Лотарингии захватил его младший брат Франсуа II, граф Водемон. А обе его дочери стали впоследствии герцогинями благодаря замужеству.